# Fairchild M-92
Le Fairchild Model M-92 était un avion biplace d’entrainement de début développé pour l’US Navy comme XNQ-1 puis évalué par l’USAF qui a commandé 100 exemplaires sous la désignation T-31. La commande a finalement été annulée au profit du Beechcraft T-34 Mentor.

## Origine et développement
Jusqu’à la fin de la Seconde Guerre mondiale l’aéronavale américaine utilisa des avions d’entrainement de l’Air Force, parfois adaptés à ses besoins spécifiques. Conscient des couts d’entretien et d’utilisation des appareils alors en service, le Bureau of Aeronautics de l’US Navy invita les constructeurs Beechcraft, Boeing, Bell, Convair, Curtiss-Wright, Fairchild, McDonnell et North American à lui proposer des appareils d’entrainement de base modernes et peu couteux. Le premier à réagir fut Fairchild qui dessina un monoplan classique à aile basse cantilever de construction entièrement métallique et revêtement travaillant, seules les gouvernes de vol étant entoilées. L’appareil reposait sur un train classique, les jambes principales se relevant latéralement vers l’intérieur dans des puits ouverts situés en avant du longeron avant de l’aile grâce à une commande électrique. Le moteur 9 cylindres en étoile Lycoming R-680-13, développant 280 ch en régime continu à 2 200 tr/min, entrainait une hélice bipale Hamilton Standard à vitesse constante de 2,51 m de diamètre. La principale particularité du Model M-92 était son poste de pilotage, situé sous une verrière coulissante de type 'goutte d’eau' offrant une visibilité remarquable et dont l’aménagement était particulièrement étudié pour faciliter le travail de l’équipage. L’instrumentation était très complète, permettant l’utilisation de l’appareil sur une gamme allant de la formation initiale à la voltige aérienne ou au vol aux instruments.

## Versions
- Fairchild XNQ-1 : Le 7 octobre 1946 Richard Henson fit décoller pour la première fois[2] le premier des deux prototypes (BuNo 75725) commandé par l’US Navy. Les appareils furent livrés en 1947, le Commander Robert M. Soule étant chargé de leur évaluation. Ils furent rejetés en raison d’un problème d’étanchéité du cockpit, les gaz d’échappement y pénétrant. Le premier prototype fut alors utilisé par Fairchild pour différents essais de moteurs, le Lycoming R-680-13 d’origine étant remplacé par un Lycoming GSO-580 en ligne de 350 ch.
- Fairchild YT-31 : L’USAF ayant décidé de procéder à Wright Field à une évaluation de biplaces d’entrainement de début pour succéder aux North American T-6 Texan, le second prototype (BuNo 75726), qui avait reçu entretemps un stabilisateur agrandi, fut présenté par Fairchild face au Beechcraft Model 45 et à une version biplace en tandem du Temco Swift. Le 24 mars 1949, après trois semaines à peine d’essais comparatifs[3], l’Air Force annonça la sélection du T-31 et un contrat de 8 millions de dollars[1] pour la fourniture de 100 exemplaires avec rechanges. Ce qui aurait fait du T-31 le premier avion d’entrainement conçu pour l’US Navy adopté par l’Air Force. Mais aucun des 100 Model 129 (désignation d’usine) ne devait être produit : Par manque de budget la commande fut annulée fin 1949 et les prototypes stocké à Hagerstown, Maryland[3].
En août 1950 l’US Air Force organisa une nouvelle évaluation de biplaces d’entrainement de début, mais à Randolph Field, Texas. Pour la première fois les pilotes en cours de formation sur la base furent invités à participer, prenant tour à tour les commandes des avions présentés[3]. On retrouvait le trio de 1949 : Trois Beech YT-34, trois Temco YT-35 Buckaroo (en) et les deux YT-31. L'US Navy, qui souhaitait voir l'Air Force prendre en charge une partie du cout du programme XNQ-1, tenta en vain d'imposer le YT-31[3]. Aucune décision n’avait été annoncée quand éclata la Guerre de Corée et l’Air Force préféra ajourner se décision et racheter sur le marché civil des T-6 et signant avec North American un contrat de reconditionnement pour les modèles les plus anciens[4]. Renonçant à obtenir une commande de l’USAF pour son biplace, Fairchild renonça au marché des avions légers pour se concentrer sur la production des Fairchild C-119 Flying Boxcar.

## Un des deux prototypes toujours en état de vol
Si le premier prototype fut détruit sur accident courant 1950, le second exemplaire volait toujours en 2010. Devenu inutile, il fut transféré à la Civil Air Patrol de Washington, D.C., qui le conserva dix ans après qu’il a reçu l’immatriculation N5727. Passé ensuite aux mains d’un propriétaire privé, il a été offert au milieu des années 1970 à l’Antique Airplane Association (en) de Blakesburg, dans l'Iowa. Remarquablement restauré par Don Pellegrenno, de Rhome, Texas, il a repris l’air le 20 mai 1992 et participe aujourd’hui régulièrement à des meetings aériens.

## voir aussi

### Aéronefs comparables
- North American XSN2J (en)
- T-34 Mentor
- T-35 Buckaroo (en)